# 닌텐도 다이렉트
닌텐도 다이렉트(Nintendo Direct)는 닌텐도에서 자사의 제품과 소프트웨어 등을 소개하는 온라인 프레젠테이션 방송 프로그램 시리즈이다. 2011년 10월 21일 일본과 북미 지역에서 처음 송출됐으며, 이후 유럽, 호주와 대한민국으로 확장했다. 각 국가의 언어로 발표를 진행한다. 한 소프트웨어에 관해서 몇 분 정도 방송되는 닌텐도 다이렉트 미니등도 방송되었다.

## 형식
모두의 닌텐도 채널과 닌텐도 e숍에서 볼 수 있는 영상마다 CERO 등급에 따른 시청 연령 제한이 있으며 기본적으로 소개하는 소프트웨어 중 가장 연령 제한이 높은 것을 방송의 연령 제한으로 하고 있다. 2014년 9월까지 호주와 뉴질랜드에는 유럽 판이 방송되었으며 이후 호주/뉴질랜드 판이 방송된 이후에도 종종 유럽 판이 방송되기도 한다.

### 지역별 차이

#### 전세계
전세계의 소비자들을 대상으로 지역별로 현지화한 닌텐도 다이렉트가 동시에 방송된다. 보통 일본인 진행자가 일본어로 먼저 녹음한다. 닌텐도 사장 이와타 사토루의 사망 전에는 직접 일본어와 영어로 진행했으며 그 외 언어는 자막으로 표시됐다.
이와타 타계 후 닌텐도 다이렉트에는 전세계 대상 진행자가 2017년까지 없었다. 2017년에 닌텐도 기획제작본부 본부장 고이즈미 요시아키가 직책을 연임했으며 2018년에는 다카하시 신야와 공동진행하기 시작했다. 그 외 레지 피서메이도 2019년에 은퇴하기 전까지 E3 다이렉트에 참여했다. 2017년부터 전세계로 방송되는 다이렉트는 자막 혹은 더빙이 된다.

#### 일본
일본에서는 닌텐도 본사 사장 이와타 사토루가 2015년 별세 전까지 주로 진행했다. 2017년부터 고이즈미 요시아키가 진행한다. 2018년부터 다카하시 신야가 고이즈미와 공동으로 진행하기 시작했다.

#### 북미
북미 지역에선 닌텐도 오브 아메리카 사장 레지 피서메이(2019년 은퇴 전까지)나 빌 트리넨이 주로 진행했다.

#### 대한민국
대한민국에선 한국닌텐도 사장 후쿠다 히로유키가 한국 독점 다이렉트를 진행했다.

### 종류
정규 닌텐도 다이렉트 이외에 특정 주제의 매체들을 다루는 특수 다이렉트들이 존재한다.
| 종류                              | 로고                                    | 시간    | 내용 |
| --------------------------------- | --------------------------------------- | ------- | --- |
| 닌텐도 다이렉트                   | Nintendo Direct Presentation logo       | 25–50분 | 닌텐도 다이렉트 본편성. 닌텐도 전체 플랫폼에 걸쳐 하드웨어와 소프트웨어 정보를 공개한다. 2017년부터 특정 구간에 한해 요약 헤드라인이 표시된다. |
| 닌텐도 다이렉트 미니              | Nintendo Direct Mini presentation logo  | 5–30분  | 정규 편성보다 짧은 형태로 닌텐도 하드웨어와 소프트웨어 정보를 공개하는 닌텐도 다이렉트. 2018년부터 진행자 없이 헤드라인으로 진행한다. '닌텐도 다이렉트 미니: 파트너 쇼케이스'는 닌텐도 협력사의 게임들을 공개한다.                                                                                                  |
| 닌텐도 다이렉트 스페셜            |                                         | 5–50분  | 닌텐도나 타 기업이 제작한 특정 소프트웨어들을 위한 편성. 게임의 기획자, 제작자나 해설자가 나서서 진행한다. 고유의 다이렉트 로고를 사용한다. |
| 포켓몬 다이렉트 / 포켓몬 프레젠츠 |                                         | 10–27분 | 《포켓몬스터》에 집중하는 편성. 닌텐도의 관여없이 포켓몬 컴퍼니가 주재한다. 2013년부터 2020년까지 '포켓몬 다이렉트'라는 제목이었으나 2020년부터 '포켓몬 프레젠츠'로 개명했다. |
| 인디 월드                         |                                         | 17–28분 | 닌텐도 스위치로 개발하는 소규모 개발사 제작 인디 게임들을 공개하는 편성. 본래 일본에서만 방송됐으나 이후 북미 및 유럽으로도 송출한다. |
| 닌텐도 E3 다이렉트                |                                         | 20–45분 | E3 개최 중에 방송해 닌텐도나 타 기업의 발매예정 게임들을 공개하는 편성. E3 개최부터 그 해 말까지 출시되는 게임들을 다룬다. 각 다이렉트마다 고유 로고를 사용한다. 2016년는 건너뛰었으며 2020년과 2022년은 코로나19 범유행에 의한 E3 취소, 2023년은 닌텐도를 포함한 배급사 다수가 E3에 불참한 경위로 방송하지 않았다. |
| 중지된 닌텐도 다이렉트 종류       |                                         |         | |
| 닌텐도 다이렉트 마이크로          | Nintendo Direct Micro presentation logo | 17분    | 2015년에만 편성된 닌텐도 하드웨어 및 소프트웨어 주제의 편성. 북미에서만 진행됐으며 다시 편성하지 않았다. |
| 닌텐도 3DS 다이렉트               | 3DS Direct Presentation logo            | 30–50분 | 닌텐도 3DS 제품군과 전용 소프트웨어를 주제로 한 닌텐도 다이렉트. 2013년부터 2016년까지 진행했으며 이후 중단했다. |
| Wii U 다이렉트                    | Wii U Direct presentation logo          | 30–50분 | Wii U 제품군과 전용 소프트웨어를 주제로 한 닌텐도 다이렉트. 2012년과 2013년에 진행됐으며 Wii U 생산중단 후 닌텐도 스위치에 집중하면서 사라졌다. |
| 닌디스 쇼케이스                   | Nindies Showcase presentation logo      | 10–30분 | 닌텐도 스위치로 발매되는 소규모 개발사 제작 인디 게임을 주제로 한 편성. 북미와 유럽 지역에서만 방송됐다. 2017년부터 2019년까지 편성됐으며 2018년부터 유럽에서는 '인디 하이라이츠'로 대체했다. 이후 '인디 월드'가 대체편성 프로그램이 되면서 완전 중단됐다.                                                          |
| 인디 하이라이츠                   |                                         | 17–23분 | 닌텐도 스위치로 발매되는 소규모 개발사 제작 인디 게임을 주제로 한 편성. 유럽 지역에서만 2018년과 2019년에 방송됐다. '인디 월드'로 대체되면서 중단됐다. |

## 발표 일정

### 2011년
| 달   | 지역                      | 지역                      | 지역 |
| 달   | 일본                      | 미국                      |      |
| ---- | ------------------------- | ------------------------- | ---- |
| 10월 | Nintendo Direct 10월 21일 | Nintendo Direct 10월 21일 |      |
| 11월 | 발표 없음                 | 발표 없음                 |      |
| 12월 | Nintendo Direct 12월 27일 |                           |      |

### 2012년
| 달   | 지역                                                          | 지역                                                   | 지역                                                   | 지역                      |
| 달   | 일본                                                          | 미국                                                   | 유럽 / 호주                                            | 대한민국                  |
| ---- | ------------------------------------------------------------- | ------------------------------------------------------ | ------------------------------------------------------ | ------------------------- |
| 1월  | 발표 없음                                                     | 발표 없음                                              | 발표 없음                                              | 발표 없음                 |
| 2월  | Nintendo Direct 2월 22일                                      | Nintendo Direct 2월 22일                               | Nintendo Direct 2월 22일                               |                           |
| 3월  | 발표 없음                                                     | 발표 없음                                              | 발표 없음                                              | 발표 없음                 |
| 4월  | Nintendo Direct 4월 21일                                      |                                                        | Nintendo Direct 4월 21일                               | Nintendo Direct 4월 14일  |
| 5월  | 발표 없음                                                     | 발표 없음                                              | 발표 없음                                              | 발표 없음                 |
| 6월  | Nintendo Direct Pre E3 2012 6월 3일                           | Nintendo Direct Pre E3 2012 6월 3일                    | Nintendo Direct Pre E3 2012 6월 3일                    |                           |
| 6월  | Nintendo Direct 6월 21일                                      |                                                        |                                                        |                           |
| 7월  | Nintendo Direct Mini 초강력! 5분간의 집중력 트레이닝 7월 18일 |                                                        |                                                        |                           |
| 7월  | Nintendo Direct 드래곤 퀘스트 X July 30, 2012                 |                                                        |                                                        |                           |
| 8월  | Nintendo Direct 8월 29일                                      |                                                        |                                                        |                           |
| 9월  | Nintendo Direct Mini 초강력! 5분간의 집중력 트레이닝 9월 7일  |                                                        |                                                        |                           |
| 9월  | Wii U Direct (Preview) 9월 13일                               |                                                        |                                                        |                           |
| 9월  | Nintendo Direct Mini 뉴 슈퍼 마리오브라더스 2 9월 28일        |                                                        |                                                        |                           |
| 10월 | Nintendo Direct Mini 닌텐도 3DS XL 10월 3일                   | Nintendo Direct Mini 뉴 슈퍼 마리오브라더스 2 10월 2일 | Nintendo Direct Mini 뉴 슈퍼 마리오브라더스 2 10월 2일 |                           |
| 10월 | Nintendo Direct Mini 닌텐도 eShop 10월 3일                    |                                                        |                                                        |                           |
| 10월 | Nintendo Direct 10월 25일                                     | Nintendo Direct 10월 25일                              | Nintendo Direct 10월 4일                               | Nintendo Direct 10월 31일 |
| 10월 | DOUBUTSU NO MORI Direct 10월 5일                              |                                                        |                                                        |                           |
| 11월 | Wii U Direct 11월 7일                                         | Wii U Direct 11월 7일                                  | Wii U Direct 11월 7일                                  |                           |
| 11월 | Wii U Direct 11월 14일                                        |                                                        |                                                        |                           |
| 11월 | Nintendo Direct Mini 뉴 슈퍼 마리오브라더스 2 11월 27일       |                                                        |                                                        |                           |
| 12월 | Nintendo Direct 12월 5일                                      | Nintendo Direct 12월 5일                               | Nintendo Direct 12월 5일                               |                           |
| 12월 | Nintendo Direct Mini 드래곤 퀘스트 X 12월 19일                |                                                        |                                                        |                           |

### 2013년
| 달   | 지역                                                                    | 지역                                    | 지역                                    | 지역                                   |
| 달   | 일본                                                                    | 미국                                    | 유럽 / 호주                             | 대한민국                               |
| ---- | ----------------------------------------------------------------------- | --------------------------------------- | --------------------------------------- | -------------------------------------- |
| 1월  | Pokémon Direct 포켓몬스터 X & Y 1월 8일                                 | Pokémon Direct 포켓몬스터 X & Y 1월 8일 | Pokémon Direct 포켓몬스터 X & Y 1월 8일 |                                        |
| 1월  | Wii U Direct Nintendo Games 1월 23일                                    | Wii U Direct Nintendo Games 1월 23일    | Wii U Direct Nintendo Games 1월 23일    | 튀어나와요 동물의 숲 다이렉트 1월 24일 |
| 2월  | DOUBUTSU NO MORI Direct 2월 1일                                         |                                         |                                         |                                        |
| 2월  | Nintendo 3DS Direct Luigi Special 2월 14일                              | Nintendo Direct 2월 14일                | Nintendo 3DS Direct 2월 14일            |                                        |
| 2월  | Nintendo 3DS Direct 2월 21일                                            |                                         |                                         |                                        |
| 3월  | Nintendo Direct Mini Tomodachi Collection: New Life 3월 12일            |                                         |                                         |                                        |
| 3월  | Nintendo Direct Mini Flipnote Studio 3D 3월 13일                        |                                         |                                         |                                        |
| 4월  | Nintendo Direct Mini Nintendo 3DS Download Software 4월 1일             |                                         |                                         |                                        |
| 4월  | TOMODACHI COLLECTION Direct 4월 3일                                     |                                         |                                         |                                        |
| 4월  | Nintendo Direct Luigi Special 2 4월 17일                                | Nintendo Direct 4월 17일                | Nintendo 3DS Direct 4월 17일            |                                        |
| 5월  | Sega Direct 5월 17일                                                    | Nintendo Direct 5월 17일                | Nintendo Direct 5월 17일                |                                        |
| 5월  | Monster Hunter 4 & Gyakuten Saiban 5 Direct 5월 31일                    |                                         |                                         |                                        |
| 6월  | Nintendo Direct @ E3 2013 6월 11일                                      | Nintendo Direct @ E3 2013 6월 11일      | Nintendo Direct @ E3 2013 6월 11일      |                                        |
| 6월  | Developer Directs @ E3 2013 6월 11일                                    |                                         |                                         |                                        |
| 6월  | Pikmin 3 Direct 6월 26일                                                |                                         |                                         |                                        |
| 7월  | Nintendo Direct Mini Nintendo 3DS and Wii U Download Software 7월 3일   |                                         |                                         |                                        |
| 7월  | Nintendo Direct Mini 7월 18일                                           |                                         |                                         |                                        |
| 8월  | Nintendo Direct 8월 7일                                                 | Nintendo Direct 8월 7일                 | Nintendo Direct 8월 7일                 |                                        |
| 8월  | The Wonderful 101 Direct 8월 9일                                        |                                         |                                         |                                        |
| 9월  | Pokémon Direct Pokémon X & Y 9월 4일                                    | Pokémon Direct Pokémon X & Y 9월 4일    | Pokémon Direct Pokémon X & Y 9월 4일    |                                        |
| 9월  | Monster Hunter 4 Direct 9월 8일                                         |                                         |                                         |                                        |
| 9월  | Wii Fit U Direct 9월 18일                                               |                                         |                                         |                                        |
| 10월 | Nintendo Direct 10월 1일                                                | Nintendo Direct 10월 1일                | Nintendo Direct 10월 1일                | Nintendo Direct 10월 10일              |
| 10월 | Nintendo Direct Mini 대합주! 밴드 브라더스 P 10월 29일                  |                                         |                                         |                                        |
| 11월 | Nintendo Direct Mini Nintendo 3DS and Wii U Download Software 11월 13일 | Nintendo Direct 11월 13일               | Nintendo Direct 11월 13일               | Monster Hunter 4 Direct 11월 12일      |
| 11월 | Nintendo 3DS Guide: LOUVRE Direct 11월 27일                             |                                         |                                         |                                        |
| 12월 | Nintendo Direct 12월 18일                                               | Nintendo Direct 12월 18일               | Nintendo Direct 12월 18일               |                                        |

### 2014년
| 달   | 지역                                      | 지역                                      | 지역                                      | 지역                                      | 지역                                      |
| 달   | 일본                                      | 미국                                      | 유럽                                      | 대한민국                                  | 호주 / 뉴질랜드                           |
| ---- | ----------------------------------------- | ----------------------------------------- | ----------------------------------------- | ----------------------------------------- | ----------------------------------------- |
| 1월  |                                           |                                           |                                           | Nintendo Direct 1월 17일                  |                                           |
| 2월  | Nintendo Direct 2월 14일                  | Nintendo Direct 2월 13일                  | Nintendo Direct 2월 13일                  |                                           |                                           |
| 3월  | 발표 없음                                 | 발표 없음                                 | 발표 없음                                 | 발표 없음                                 | 발표 없음                                 |
| 4월  | SUPER SMASH BROS. Direct 4월 9일          | Super Smash Bros. Direct 4월 8일          | Super Smash Bros. Direct 4월 8일          |                                           |                                           |
| 4월  | Tomodachi Life Direct 4월 10일            |                                           |                                           |                                           |                                           |
| 4월  | MARIO KART 8 Direct 4월 30일              |                                           |                                           |                                           |                                           |
| 5월  |                                           |                                           |                                           | 친구모아 아파트 Direct 5월 29일           |                                           |
| 6월  | Nintendo Digital Event @ E3 2014 6월 10일 | Nintendo Digital Event @ E3 2014 6월 10일 | Nintendo Digital Event @ E3 2014 6월 10일 | Nintendo Digital Event @ E3 2014 6월 10일 | Nintendo Digital Event @ E3 2014 6월 10일 |
| 7월  | Yo-Kai Watch 2 Direct 7월 4일             |                                           |                                           |                                           |                                           |
| 7월  | Nintendo 3DS Direct 7월 11일              |                                           |                                           |                                           |                                           |
| 8월  | ZELDA MUSO Direct 8월 5일                 | Hyrule Warriors Direct 8월 4일            | Hyrule Warriors Direct 8월 5일            |                                           |                                           |
| 8월  | Nintendo 3DS Direct 8월 29일              |                                           |                                           |                                           |                                           |
| 9월  | BAYONETTA 2 Direct 9월 4일                | BAYONETTA 2 Direct 9월 4일                | Bayonetta 2 Direct 9월 5일                |                                           |                                           |
| 9월  |                                           |                                           |                                           | Nintendo 3DS Direct 9월 24일              |                                           |
| 10월 | Monster Hunter 4G Direct 10월 8일         |                                           |                                           |                                           |                                           |
| 10월 | Super Smash Bros. Wii U Direct 10월 24일  | Super Smash Bros. Wii U Direct 10월 23일  | Super Smash Bros. Wii U Direct 10월 24일  |                                           | Super Smash Bros. Wii U Direct 10월 24일  |
| 11월 | Nintendo Direct 11월 6일                  | Nintendo Direct 11월 5일                  | Nintendo Direct 11월 5일                  |                                           | Nintendo Direct 11월 6일                  |
| 12월 | 발표 없음                                 | 발표 없음                                 | 발표 없음                                 | 발표 없음                                 | 발표 없음                                 |

### 2015년
| 달  | 지역                     | 지역                     | 지역                     | 지역                     | 지역                     |
| 달  | 일본                     | 미국                     | 유럽                     | 대한민국                 | 호주 / 뉴질랜드          |
| --- | ------------------------ | ------------------------ | ------------------------ | ------------------------ | ------------------------ |
| 1월 | Nintendo Direct 1월 14일 | Nintendo Direct 1월 14일 | Nintendo Direct 1월 14일 |                          | Nintendo Direct 1월 14일 |
| 2월 | 발표 없음                | 발표 없음                | 발표 없음                | 발표 없음                | 발표 없음                |
| 3월 |                          |                          |                          | Nintendo Direct 3월 19일 |                          |
| 4월 |                          |                          |                          |                          |                          |
| 5월 |                          |                          |                          |                          |                          |

### 2016년
| 달  | 지역 | 지역 | 지역 | 지역                   | 지역            |
| 달  | 일본 | 미국 | 유럽 | 대한민국               | 호주 / 뉴질랜드 |
| --- | ---- | ---- | ---- | ---------------------- | --------------- |
| 1월 |      |      |      |                        |                 |
| 2월 |      |      |      | 포켓몬 Direct 2월 27일 |                 |
| 3월 |      |      |      |                        |                 |
| 4월 |      |      |      |                        |                 |
| 5월 |      |      |      |                        |                 |

## 닌텐도 다이렉트 발표의 종류

### Nintendo Direct
닌텐도 다이렉트의 메인. 주로 닌텐도가 제작한 제품들을 30분에서 50분 동안 공개, 발표한다. 하드웨어와 소프트웨어 모두 포함한다.

### 콘솔 발표

#### Wii U Direct
Wii U 다이렉트는 주로 Wii U와 관련 소프트웨어를 30분에서 50분 정도 발표한다. 2014년 12월 현재까지 4번 방송되었다. (해외 전체 기준)

#### Nintendo 3DS Direct
닌텐도 3DS 다이렉트 또한 30분에서 50분 동안 3DS 관련 제품을 발표한다. Wii U 다이렉트처럼 하드웨어와 소프트웨어 모두 포함한다.

### Nintendo Direct Mini
닌텐도 다이렉트 미니(영: Nintendo Direct Mini, 일:ちょっと ニンテンドーダイレクト)는 닌텐도의 특별 제품을 5분에서 15분의 비교적 짧은 시간 동안 발표한다. 방송 날짜는 일정하지 않아 언제든 방송이 예정될 수 있다.

### Special Nintendo Direct editions
닌텐도 스페셜 다이렉트는 20분에서 50분 동안 닌텐도와 서드파티의 소프트웨어를 발표한다. 이 또한 방송 날짜가 일정하지 않으며 언제든 방송이 예정될 수 있다. 2014년 12월 현재까지 닌텐도 스페셜 다이렉트에서 발표된 제품은 아래와 같다.
튀어나와요 동물의 숲
베요네타 2
드래곤 퀘스트 X
Flipnote Studio 3D
젤다무쌍
마리오 카트 8
몬스터 헌터 4
역전재판 5
피크민 3
포켓몬스터 XY
대난투 스매시브라더스 for 닌텐도 3DS/Wii U
The Wonderful 101
친구모아 아파트
Wii Fit U
요괴워치 2

### Nintendo E3 Directs
2013년 6월, E3에서 닌텐도는 큰 규모의 발표 대신 닌텐도 다이렉트 플랫폼(Nintendo Direct platform)을 통해 소식을 전했다. 약 2개월 전 3월 결산설명회에서 CEO인 이와타 사토루는 "변화된 사람들이 변화된 정보 전달 방법을 원하며 메시지가 알맞고 효과적으로 전달 되기를 바라는 여러 사람들의 요구로 닌텐도 다이렉트 플랫폼이 만들어졌다"고 밝혔다. 방송 중 닌텐도 서버의 과부하로 많은 시청자가 생방송 영상을 보지 못했고, 이로 인해 이와타가 공식적으로 사과하기도 했다.
발표기간 중 게임 언론 웹사이트인 Polygon은 미국 닌텐도의 사장인 Reggie와 온라인 방송에 관해 인터뷰를 가졌다. 닌텐도가 닌텐도 다이렉트를 통해 게임 소비자에게 직접 정보를 전달하는 방법의 지속적 유지에 관한 질문에 Reggie는 소셜 미디어의 성장을 강조하고 방송이 나간 3~4주 뒤에도 영상 조회수가 꾸준히 늘어남을 들어 이차적으로 시청자들이 제품에 관해 정보를 전달하고 있음을 밝혔다. 이는 이전에 이와타가 유튜브 채널 등의 서비스가 다이렉트 생방송에 관해 모르던 잠재적 고객의 접근을 늘여 더 넓은 시장 점유의 기회를 줄 수 있다고 한 것과 일치한다. 이와타는 일본 닌텐도 유튜브 채널이 100만 번의 시청으로 인해 유튜브의 차트에 오르기도 했다고 밝혔다.
본질적으로 닌텐도가 다이렉트 플랫폼을 사용하는 것은 기업 신뢰를 전시하는 형태의 마케팅이며, 언론사 등이 아닌 기업이 소비자에게 직접 정보를 전달하면 전달 중 발생할 수 있는 잘못된 정보 또한 막을 수 있다.
2013년에 이어 2014년 4월 24일 닌텐도는 닌텐도 다이렉트 발표와 E3 현장 중계를 함께 하는 "Digital Event"를 진행했다. 닌텐도가 대규모의 기자회견을 진행하지 않았지만, E3에서의 위상은 그대로였다. 닌텐도는 E3에서 공개된 미발매 게임을 미국의 베스트 바이에서 시연할 수 있게 하면서 자사의 다이렉트 마케팅을 지원했다.
소셜 미디어와 온라인 소통이 만들어낸 닌텐도의 다이렉트 마케팅은 기술적 문제와 의사소통 문제가 적지 않은 환경을 통재하므로 존재한다. 거대한 다국적 기업들이 자사의 최신, 최고 게임을 알리려 서로 경쟁하듯 홍보에 자금을 소비하는 것은 점점 정보 산업과 무관한 의무가 되었고 이는 E3의 특성이 되었다.

## 참조

### 내용주
1. ↑  영어: Nintendo Direct Mini, 일본어: ちょっと ニンテンドーダイレクト